# Reshad Strik
Reshad Strik (* 22. Juni 1981 in Canberra, Australien) ist ein australischer Schauspieler, der vor allem durch seine Rolle in The Hills Have Eyes 2 Bekanntheit erlangte.

## Leben
Bevor Strik seine Leidenschaft für die Schauspielerei entdeckte, war er als Surfer und Boxer tätig. Diese Tätigkeiten stellte er jedoch ein, als er auf die Australian Academy of Dramatic Art ging. Drei Monate später hatte er eine Gastrolle in der australischen Serie Blue Heelers. Nur wenig später bekam er eine Rolle in der Erfolgsserie Headland. Nach 70 Episoden endete die Show. Strik zog weg, um in Los Angeles weiter zu arbeiten. Sein Debüt feierte er in dem Thriller Don’t Look Up. Zudem spielte er in dem Spielfilm The Hills Have Eyes 2 die Rolle des Soldaten Mikey. Er spielt den rebellischen Surfer in dem Film Newcastle. Dieser wurde im Jahre 2008 bei dem Tribeca Film Festival gekrönt. Strik spielte bei einem Musikvideo der Pop-Sängerin Jessica Simpson mit. Strik ist seit September 2009 verheiratet. Er spielte 2015 in der Serie Diriliş Ertuğrul in der Rolle des Claudius mit, die im türkischen Staatssender TRT 1 ausgestrahlt wird.

## Filme
- Blue Heelers (2005)
- HeadLand (2005)
- HeadLand (2006)
- The Hills Have Eyes 2 als Mikey (2007)
- Newcastle (2007)
- The Wound (2009)
- Spooner (2009)
- Don’t Look Up (2009)
- 3 Apartments (2010)
- Stasis (2010)
- Put Kestena (2013)
- Dirilis ertugrul (2015)
- Cross Roads (2013)
- Kervan 1915 (2016)
- Islamophobia (2016)